# ペルシア・ポルトガル戦争

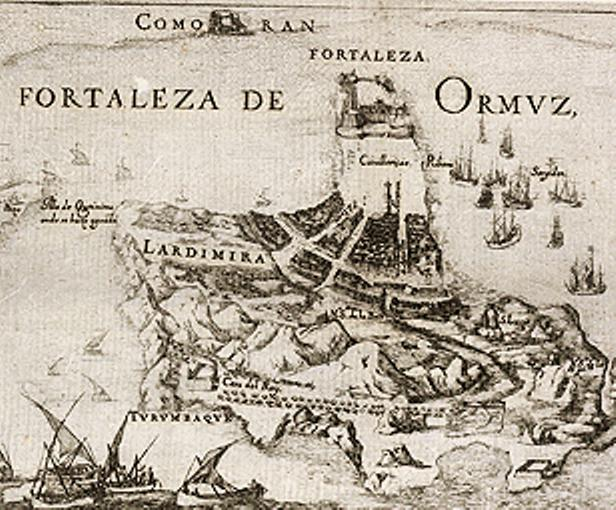
ホルムズ占領 (1622年)

ペルシア・ポルトガル戦争（ペルシア・ポルトガルせんそう）とは1507年から1622年にかけて、ポルトガル王国、その属国のホルムズ王国とイングランドの支援を受けたサファヴィー朝との間で起こった戦争である。この時代には、ポルトガルはホルムズを約100年、バーレーンを約80年に渡り支配し、周辺のゲシュム島などの島々およびバンダレ・アッバースなどの港を数年ほど支配している。サファヴィー朝のアッバース1世の治世にペルシア湾周辺のポルトガル領を征服し、ペルシア湾地域からポルトガルが撤退したことにより、この戦争は終結した。
1507年アフォンソ・デ・アルブケルケはホルムズに上陸し、ポルトガルは1515年から1622年にかけてこの地を占領した。
当時、多くのペルシア湾内の諸島はジャブル首長国の支配下にあったが、ポルトガルの1521年のバーレーン侵攻により、その支配を終わらせた。この侵攻には、ポルトガル属国のホルムズ王国も参加していた。ポルトガルはさらにバスラを占領しようとしたが失敗し、逆にイングランドの支援を受けたサファヴィー朝のアッバース一世によりホルムズなどのポルトガル領が占領され、マスカットを除くペルシア湾沿岸地域から追い出された。翌年ポルトガルはパシャのアフラシアブとともにサファヴィー朝と戦うため、ペルシア湾地域に戻った。

## ポルトガルのホルムズ占領

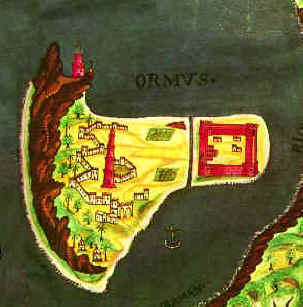
17世紀のポルトガルによるホルムズ島の地図

ポルトガル王マヌエル1世はイスラム教徒による貿易の妨害のために交易路の要所を占領する計画を立てた。アデン湾を占領してアレキサンドリアとの交易路を断ち、ホルムズを占領してベイルートとの交易路を断ち、マラッカを占領して中国との交易を支配下に置く、という計画を立てた。。1507年、マヌエル1世はトリスタン・ダ・クーニャ率いる艦隊をソコトラ島に派遣し、そこにあるイスラム側の要塞を攻撃させ、占領した。ポルトガルは紅海への入り口を支配したこととなる。艦隊のうち数隻は守備隊としてアフォンソ・デ・アルブケルケが指揮を引き継いだが、彼は命令に反してホルムズ島を攻撃した。ホルムズの王はポルトガル王に忠誠を誓い、現地の労働者を用いての築城を許可した。築城は開始されたものの、現地人の反乱や自軍のインドへの逃亡者のために失敗した。

## ポルトガルのバーレーン占領
当時、多くのペルシア湾内の諸島はバーレーンを拠点にするジャブリッド朝の支配下にあったが、ポルトガルの1521年のバーレーン侵攻により、その支配を終わらせた。この侵攻には、ポルトガル属国のホルムズ王国も参加した。これは、ジャブリッド朝の王Muqrin ibn Zamilがホルムズへの貢ぎ物を拒否した結果であった。この侵略はポルトガル海軍大将のアントニオ・コレイラ（ポルトガル海軍大将）により行われた。ホルムズ総督の下でバーレーンの支配が行われたが、スンニ派の歴代ホルムズ総督はバーレーンのシーア派住民の事情を汲み取った支配ができず、しばしば抵抗が起きた。ポルトガルのバーレーン支配は1602年まで続いた。

## ペルシアによる再征服
1602年アッバース1世はイマーム・クリー・ハーン指揮下の軍をバーレーンに送り、バーレーンからポルトガルを追い出した。1602年ポルトガルはGamrūnを占領し、都市の名をComorãoと改めた。1615年、アッバース1世はポルトガルとの海戦の後にこの都市を占領し、都市の名をバンダレ・アッバースと改めた。さらに、1622年、イギリスの支援を受けて、ペルシアはホルムズ島の奪還に成功する。(ホルムズ占領 (1622年))